# Milton-Freewater
Milton-Freewater es una ciudad ubicada en el condado de Umatilla en el estado estadounidense de Oregón. En el año 2005 tenía una población de 6,740 habitantes y una densidad poblacional de 1,328.8 personas por km².

## Geografía
Milton-Freewater se encuentra ubicada en las coordenadas 45°56′11″N 118°23′27″O / 45.93639, -118.39083.

## Demografía
Según la Oficina del Censo en 2000 los ingresos medios por hogar en la localidad eran de $28,365, y los ingresos medios por familia eran $33,265. Los hombres tenían unos ingresos medios de $28,292 frente a los $19,176 para las mujeres. La renta per cápita para la localidad era de $13,101. Alrededor del 15.2% de la población estaban por debajo del umbral de pobreza.